# Alavaromma orchamum
Alavaromma orchamum (лат.) — ископаемый вид перепончатокрылых насекомых, единственный в составе рода Alavaromma и семейства Alavarommatidae (Mymarommatoidea). Обнаружены в меловом испанском янтаре (формация Eschucha, альбский ярус, около 110 млн лет, провинция Алава, Испания).

## Описание
Мелкие ископаемые наездники: длина тела около 0,55 мм, длина переднего крыла около 0,41 мм. Головная капсула равномерно склеротизована и скульптурирована, с выпуклой закругленной вершиной, переходящей в медиально вогнутый затылок, без U-образной гиперзатылочной полосы складчатой мембраны, отделяющей затылочную пластинку от лобной; затылочное отверстие начинается в середине затылка; простые глазки присутствуют. Мандибулы эндодонтные, перекрываются в закрытом состоянии. Усики с 12 члениками; жгутик нитевидный, с апикальными члениками, не сросшимися в булаву. Перепонка переднего крыла покрыта многочисленными короткими, толстыми щетинками, без сетчатого рисунка; краевые щетинки многочисленные и густые, хотя и короткие, за исключением задней части, умеренной длины; короткие макрохеты присутствуют на вершине (около длины стигмы). Заднее крыло хорошо развито с узкой мембраной, которая слегка расширяется к вершине до закругленной вершины. Калкар передней голени длинный и изогнутый, на вершине не раздвоенный. Метасома с первыми двумя трубчатыми сегментами, образующими узкий и удлинённый стебелёк (петиоль), первый из которых в три раза длиннее второго.

## Таксономия и этимология
Вид был впервые описан в 2011 году испанскими палеоэнтомологами и их американским коллегой (Майкл Энджел) по материалам двух самцов из испанского янтаря: голотип MCNA 9127 из Пеньясеррада, провинция Алава, паратип CPT-4140 из Сан-Хусте, провинция Теруэль. Название рода Alavaromma относится к провинции Алава (Alava amber). Видовое название A. orchamum происходит от греческого слова orchamos, что означает «первый», и указывает на примитивную особенность вида среди Mymarommatoidea.